# معاهدة زامورا
معاهدة زامورا كانت اتفاقية للصلح بين الدوم أفونسو أنريكي ملك البرتغال وابن خالته ألفونسو السابع إمبراطور كل إسبان، اختتمت أعمالها يوم 5 أكتوبر من عام 1143 بذلك يعتبر من هذا تاريخ بداية استقلال البرتغال عن مملكة ليون وبداية عهد سلالة الأفونسية نحو الهيمنة الجديدة، يعتبر هذا اليوم هوعطلة وطنية في البرتغال حالياً يعرف بـ«يوم الجمهورية» يتم الاحتفال به اليوم رسمياً بتأسيس الجمهورية في البرتغال منذ عام 1910، وأيضا أنصار الملكية يتم الاحتفال به بدورهم بحيث تم فيها ولادة مملكة البرتغال منذ عام 1143 والاعتراف بها من قبل مملكة ليون، وذلك أن حاول رئيس أساقفة براغا د. جواو بيكوليار نحو التوفيق بين الثاني وحرص على أن يلتقيا في زامورا يومي 4 و 5 أكتوبر 1143 بحضور الكاردينال غيدو دي فيكو ممثل بابا.
وبهذه المعاهدة تم إلغاء معاهدة توي التي حرت عام 1137.
أفونسو إنريكي كان ينظر عليه منتصراً في معركة أوريكي في 1139، وفي معركة فالديفيز عام 1040 أو 1041، وأيضا قام أفونسو أنريكي بعمل دستور للمملكة.